# Oswaldella vervoorti
Oswaldella vervoorti är en nässeldjursart som beskrevs av Peña-Cantero och García-Carrascosa 1998. Oswaldella vervoorti ingår i släktet Oswaldella och familjen Kirchenpaueriidae.
Artens utbredningsområde är Södra Ishavet. Inga underarter finns listade i Catalogue of Life.